# Илия Христович
Илия Христович е габровски просветител, преводач, общественик и брат на героя Иван Попхристов

## Биография
Роден през 30-те години на XIX век в Габрово.
Първоначалното си образование получава в родния си град. Печели априловска стипендия за прилежност в ученето и заминава за Русия. В Одеса се запознава с Васил Априлов и му обещава, че след като се дипломира ще стане учител като първите априловски възпитаници Иван Грудов и Тодор Бурмов.
Заминава за Киев, където учи в средното отделение на Духовната семинария, след това продължава образованието си в Духовната академия.
Наред със знанията от Духовната академия проявява силен интерес към родния си град. Често пъти е молил своя учител Цветко Самарджиев да му праща материали за Габрово, с които да запознае руските среди с града.
На 2 април 1862 г. Илия Христович пристига в Габрово и е назначен за главен учител.

## Постижения
- Усилено работи за възобновяване на училищните традиции, завещани от Тодор Бурмов.
- Благодарение подкрепата на еснафите в града успява да реформира Габровските училища – частните прави общински, издейства издръжка за училищата от махалите, нарежда преподаването в началните училища да става по обща програма и под общ надзор на главното училище, на което е бил директор.

Изпълнен с младежки стремеж по-скоро да подобри училищата извършва една прибързана постъпка - уволнява дългогодишния и многозаслужил учител Цвятко Недев. Това му създава големи неприятности породени от чорбаджиите. Те успяват да му отмъстят като правят донос срещу него и той е хвърлен в затвора в Търново за кратко време /20 декември 1865/. На 15 май 1867 г. чорбаджиите повторно успяват да го наклеветят. Той е интерниран в Русе. Там става учител под гаранцията на българското училищно настоятелство.
През 1869 г. се премества в гр. Свищов. Там пред училищното настоятелство прави предложение за снабдяване на училището с физически кабинет. Предлага също приказките, които се разказват в читалището „да се оставят в неговия архив, като по-добрите от тях да се печатат в края на годината“.
През 1870 – 1872 г. Илия Христович отново става учител в класното училище в Габрово.
Неговият принос се състои в следното:
- Способства за даване на театрални представления;
- Пише статии във вестниците и списанията;
- Превежда басните на Крилов;
- Започнал е да издава духовно неделно списание „Възкресник“ /1875/, но е излязъл само един брой;
- След Габровското въстание на 29 юли 1876 г. Илия Христович подготвя изложение, в което разказва за турските „золуми“ и за патилата на населението от Габровско. В същия ден през града минава английския кореспондент Макгахън и се запознава с подготвените материали.

Умира през 1882 г.